# Basse Santa Su
Basse Santa Su is de hoofdplaats van de Gambiaanse divisie Upper River.
Basse Santa Su telt naar schatting 18.000 inwoners.